# سید محمود حسینی
سید محمود حسینی (زاده ۱۱ آبان ۱۳۳۴ خوراسگان) سیاست‌مدار و مدیر ارشد اجرایی ایرانی است، که در فاصله سالهای ۱۳۷۶ تا ۱۳۸۱ استاندار سیستان و بلوچستان و از ۱۳۸۱ تا ۱۳۸۴ استاندار اصفهان در دوره اصلاحات بود.
حسینی دانش‌آموخته کارشناسی ارشد فیزیک از دانشگاه اصفهان است. وی در سال ۱۳۷۳ به شرکت ملی گاز ایران پیوست ودر سال ۱۳۹۶ بازنشسته شد. او از اعضای بنیاد باران می‌باشد.

## ابتدای زندگی
سید محمود حسینی در آبان سال ۱۳۳۴ در خوراسگان، اصفهان زاده شد. وی پس از پایان تحصیلات متوسطه، در دانشگاه اصفهان به تحصیل پرداخت و مدرک کارشناسی فیزیک و کارشناسی ارشد فیزیک از دانشگاه اصفهان اخذ کرد.

سال ۵٣ که به دانشگاه اصفهان رفتیم، بالای چهارهزار دانشجو در دانشگاه اصفهان بود و اکثرا در رشته‌های علوم پایه و علوم انسانی بودند. مدیریت دانشگاه سعی می‌کرد یک فضای آزاد برای ارتباطات دختران و پسران ایجاد و به این وسیله جریان مبارزه‌ها را مقداری کُند کند... هنگامی که وارد دانشگاه شدیم، یک حرکت مذهبی مبارزاتی سازمان‌یافته وجود نداشت.

## رخدادها
- از جمله اتفاقات دوران مسولیت حسینی به عنوان استاندار، حادثه معروف به سمیرم بود که در پی اعتراض مردم به دلیل تقسیمات جدید کشوری منجر به دخالت پلیس شد و ۴ نفر کشته شدند. حسینی از این حادثه به دلیل دخالت پلیس بدون اجازه استاندار انتقاد کرد.[۴]
- بحران قرض الحسنه‌های اصفهان؛ در سال ۱۳۸۴ در اثر هجوم یکباره مردم برای باز پس‌گیری سپرده‌های خود از صندوق‌ها که دارای تخصص، منابع لازم و مجوزهای قانونی نبودند ایجاد شد. با رایزنی سید محمود حسینی و محمد باقر قالیباف (فرمانده وقت پلیس ایران) مؤسسه قوامین تعهدات مؤسسه مالی و اعتباری آل طاها اصفهان، محمد رسول‌الله اصفهان، را پذیرفت و پس از موفقیت در این امر مؤسسه قوامین به بانک قوامین ارتقاء یافت.[۵]
- ایجاد مرکز آموزش شهید بهشتی جم شرکت ملی گاز ایران
- ایجاد مرکز مشاور خانواده کارکنان شهرک توحید(فجر جم) شرکت ملی گاز ایران

## فعالیت سیاسی
حسینی برای انتخابات مجلس ایران در سال ۸۹ و شورای شهر سال ۹۳ اصفهان به عنوان نامزد اصلاح طلب کاندیدا شد ولی صلاحیت وی توسط شورای نگهبان رد شد.
وی همچنین نامه‌ای را که توسط میر حسین موسوی، محمد خاتمی و مهدی کروبی به مراجع شیعه ایران برای حل مسائل پس از نا آرامی‌های پس از انتخابات ۸۸ نوشته شده بود، امضا کرد.